# فرودگاه لیندن (گویان)
فرودگاه لیندن (گویان) (به انگلیسی: Linden Airport (Guyana)) یک فرودگاه همگانی است که یک باند فرود آسفالت دارد و طول باند آن ۱۵۲۴ متر است. این فرودگاه در کشور گویان قرار دارد و در ارتفاع ۵۵ متری از سطح دریا واقع شده است.